# Stanisław Żurek (artysta)
Stanisław Żurek (ur. 10 sierpnia 1926 w Płocku, zm. 1996 w Płocku) – polski artysta plastyk. 

## Życiorys
W latach 1948–1953 studiował na Akademii Medycznej w Łodzi. Z zawodu był lekarzem medycyny. Pracował jako lekarz, a następnie kierownik Ośrodka Zdrowia w Borowiczkach. W czasie II wojny światowej był członkiem Armii Krajowej. Walczył w powstaniu warszawskim. Należał do Towarzystwa Naukowego Płockiego. Projektował i współtworzył meble artystyczne, które w swym kształcie ideowym nawiązywały do przedwojennej spółdzielni "ŁAD".
Twórczością plastyczną zaczął zajmować się w  1960 roku. W maju 1988 r. Stanisław Żurek otrzymał zezwolenie na wykonywanie zawodu artysty plastyka z ówczesnego Ministerstwa Kultury i Sztuki w Warszawie. Tworzył obrazy olejne, grafikę, płaskorzeźby. Do swoich dzieł projektował nietypowe ramy, które same w sobie są dziełami sztuki. Jego twórczość odznacza się ciepłymi, łagodnymi w odbiorze kolorami, zadziwiającymi kompozycjami. W tworzeniu posługiwał się często metaforą i przenośnią. Obok malarstwa olejnego, kredki i akwareli ulubioną i najczęściej przez niego stosowaną techniką były wypalanki w drewnie lub intarsje połączone z malarstwem olejnym.
Artretyczna działalność Stanisława Żurka znajdowała również odbicie w poezji. Spod jego pióra wychodziły humoreski i wiersze nacechowane ironią do ludzi i zdarzeń. Emocje w nich zawarte były "życzliwe" człowiekowi i jego słabości.
Oto jeden z wierszy:

Ludzkich myśli owoc cierpki.
 Gdy zapytano mędrca wprost i cóż to iluzja?
 Ten pomyślał chwilę, pomyślał i odrzekł grzecznie.
 Iluzja to fakt, który mówi, że człowiek myśli,
 tyle że niedorzecznie.
 I tym się właśnie człowiek zwyczajny od zwierząt różni,
 którego w ten stan wprowadzono na ogół świadomie.

## Wystawy czasowe
- wrzesień 1987 – "Galeria Brudno" w Warszawie, wystawa pt. "Moja Twórczość"
- październik 1989 – Klub Międzynarodowej Prasy i Książki w Płocku, wystawa pt. "Moje i nasze"
- grudzień 1998 – Kawiarnia artystyczna "Pod Kominem" w Płocku
- marzec 1999 – siedziba Harcerskiego Zespołu Pieśni i Tańca "Dzieci Płocka" w Płocku
- marzec 1999 – Teatr Dramatyczny w Płocku
- czerwiec 2001 – Zespół Szkół Ekonomiczno-Kupieckich w Płocku, wystawa pt. "Zadry piątej klepki"
- lipiec 2001 – Ratusz w Sierpcu, wystawa pt. "Zadry piątej klepki"
- czerwiec 2002 – Dom Darmstad w Płocku, wystawa pt. "Zadry piątej klepki"
- czerwiec/lipiec 2003 – Gminny Ośrodek Kultury w Ustroniu Morskim, wystawa pt. "Zadry piątej klepki"
- sierpień 2004 – dwór w Brzudzeniu Dużym
- wrzesień 2004 – Muzeum im. Jerzego Dunin-Borkowkiego w Krośniewicach, wystawa pt. "Z biało-czerwoną szachownicą nad Bzurą"
- grudzień 2004 – Szkoła Podstawowa im. Marii Konopnickiej w Siecieniu, wystawa pt. "Krzyże i Łuki"
- wrzesień 2005 – Muzeum Wsi Mazowieckiej w Sierpcu
- grudzień 2006 – Muzeum im. Jerzego Dunin-Borkowkiego w Krośniewicach, wystawa pt. "Zadry piątej klepki"
- marzec 2008 – Kościół św. Stanisława Kostki w Płocku, wystawa pt. "Krzyże i Łuki"